# Provincia del Sur (Sierra Leona)
La provincia del Sur es una de las cinco provincias de Sierra Leona. Cubre un área de 19 694 km² y albergaba una población de 1 830 881 personas en 2021. La capital es Bo.

## Distritos
- Distrito de Bo, con capital en Bo.
- Distrito de Bonthe, con capital en Mattru Jong[cita requerida]
- Distrito de Moyamba, con capital en Moyamba
- Distrito de Pujehun, con capital en Pujehun